# B.P. Empire
B.P. Empire er Infected Mushrooms tredje album, fra 2001.

## Trackliste
1. . "Never Ever Land"
2. . "Unbalanced" (Baby Killer Rmx)
3. . "Spaniard"
4. . "B.P. Empire"
5. . "Funchamelon"
6. . "Tasty Mushroom
7. . "Noise Maker"
8. . "P.G.M." (Prehistroic Goa Mood)
9. . "Dancing With Kadafi"